# Tyfoon (DippieDoe)
Tyfoon is een stalen achtbaan in het Nederlandse attractiepark DippieDoe. De achtbaan is van het model Comet van de Duitse achtbaanfabrikant Zierer en maakt gebruik van 2 treinen met 2 wagons die ieder plaats bieden aan 2x2 personen naast elkaar.

## Geschiedenis
Onder de naam Kometen opende de achtbaan in 1989 in het Deense Tivoli Gardens waar het deze naam had tot 1998. Daarna was de achtbaan nog tot 2003 operationeel onder de naam Slangen.
De achtbaan werd opgeslagen en vervolgens verkocht aan Attractiepark DippieDoe welke op 20 april 2011 de achtbaan in gebruik nam.

## Technische gegevens
De achtbaan is 388 meter lang en 11 meter hoog en heeft een maximumsnelheid van 40 km/u. De rit duurt ongeveer 2 minuten.